# Røsnæs Fyr
Røsnæs fyr er et 15 meter højt fyr, der ligger på Sjællands absolut vestligste punkt, yderst på halvøen Røsnæs. Det blev bygget i årene 1844-1846 på ordre af kong Christian 8. Fyret er tegnet af N.S. Nebelong. Indtil 1859 var fyret 11 meter høj, så blev det forhøjet til 15 meter. 
På trods af fyret forliste skibe på Røsnæs Rev, hvorfor der i 1939 der ved revets spids blev opført et fremskudt fyr, der kaldes for Røsnæs Puller.
Fyret blev taget ud af drift i 2008 og indtil 2011 var der stadig lukket for offentligheden. Siden blev der opført en vejr- og radarstation.
I dag, 2023, er Røsnæs Fyr åbent for offentligheden og der er lokalmuseum, vejrmuseum, butik og cafe.
| - Halvøen Røsnæs med fyret yderst - Røsnæs Fyr. Maleri af Vyacheslav Ovchinnikov (f. 1947) - Sten med oplysninger om fyret |